# Wilhelm von Diez
Albrecht Christoph Wilhelm von Diez, född den 17 januari 1837 i Baireuth, död den 25 februari 1907 i München, var en tysk målare och tecknare.
von Diez studerade 1853-1856 i München och var därunder en kortare tid lärjunge under Piloty, trots att han inte delade dennes åskådningssätt. Han förvärvade sig ett namn först med illustrationer till Schillers "Trettioåriga krigets historia". Vidare utförde han teckningar till illustrerade verk och tidningar. Sitt rykte vann han huvudsakligen genom smärre genrestycken, med historisk kostym, som Marodörer, Bakhåll, Marketenterska, Ryttare framför ett värdshus, Hans excellens på resa, Från den gamla goda tiden (en slottsherre plundrar en sändning köpmansvaror), Kroater (de tre sistnämnda i München, Nya pinakoteket) och Picknick i skogen (i rokokodräkt, Berlins nationalgalleri). Hans sirliga och livliga målningssätt liksom hans motivval förskaffade honom hedersnamnet "den tyske Meissonier". Som professor vid Münchens konstakademi från 1872 utövade han ett rätt stort inflytande. Bland hans lärjungar märks Caspar Augustin Geiger, Franz Marc, Max Slevogt, Wilhelm Trübner, Ludwig von Löfftz, Heinrich Lefler, Joseph Henfling, Hans Gyenis och Fritz Mackensen.